# Förbundet Frihetsbröderna
Förbundet Frihetsbröderna är ett svenskt ordenssällskap grundat i Stockholm den 7 mars 1886.

## Om orden
Förbundet Frihetsbröderna är ett ideellt, politiskt och religiöst obundet ordenssällskap för män med en humanistisk livssyn som ser alla människor som likvärdiga.
Förbundet bildades 1886 med främsta uppgift att bygga upp en sjuk- och begravningskassa för sina medlemmar men också att bereda sina medlemmar “bildande och nöjsamma förströelser”.
Förbundet tillämpar inga grader utan alla är likvärdiga medlemmar. De samlas ca 10 gånger per år under trivsamma former i Ordenssällskapet W:6 lokaler på Klara Östra Kyrkogata 8, Stockholm. Ett förbundsmöte som åtföljs av middag, ibland med underhållning eller föredrag. Nya medlemmar tas in genom rekommendation. Vid några tillfällen under året inbjuds även brödernas respektive och gäster till sammankomsterna. Förbundet anordnas utflykter till Stockholms skärgård och två kryssningar, vår och höst, på Östersjön.
Från 1919 ägnar vi oss också åt välgörande ändamål.
Förbundets syfte och mål är att
- lämna understöd till sjuka och ålderstigna eller till andra som är i behov av hjälp,
- bereda bildande och förnöjsamma förströelser,
- ålägga varje medlem att efter bästa förmåga med råd och dåd bistå de medlemmar som är i behov, samt
- i övrigt verka för förbundets framgång.

## Historik
Förbundets grundare, sergeanten vid Kungl. Svea Livgarde, Carl Zefferin, samlade 17 personer den 7 mars 1886 i det som nu är Nordiska Kompaniet på Hamngatan för att bilda ett förbund. Förbundets första stadgar, som bestod av 7 paragrafer upptecknade på 3 sidor, antogs eller "tillkännagavs". Förbundets första valspråk "Tace et solve" (Tig och betala) tillämpades från starten.
Namnet Frihetsbröderna kommer från Jacques Offenbachs operett ”Frihetsbröderna”. Del av operettens musik ingår i de ceremonier som förbundet tillämpar vid förbundsmöten.
När förbundet bildades fanns inte en allmän pension eller ersättning vid arbetsoförmåga vid sjukdom. Förbundets fonder för sjuk- och begravningshjälp överfördes senare i en understödsförening. På 2010-talet lades alla understödsföreningar ner av staten.

## Ritualer och ceremonier
Till skillnad från många andra ordenssällskap så har Frihetsbröderna endast en grad. Innehållet i reception av ny medlem strängt hemligt för utomstående.